# هوواساپ سباستاتسی
هوواساپ سباستاتسی (ارمنی: Հովասափ Սեբաստացի؛ انگلیسی: Yovasap Sebastatsi زادهٔ ح ۱۵۱۰ - درگذشته ح ۱۵۶۴)، نویسنده اهل ارمنستان بود.

## زندگی‌نامه
وی در ح. ۱۵۱۰ در سباستیا (سیواس) به دنیا آمد .  وی در ۱۵۶۴ در سن حدود ۵۴ سالگی درگذشت.